# Dirección General de Radiodifusión y Televisión
La Dirección General de Radiodifusión, posteriormente Dirección General de Radiodifusión y Televisión, fue un órgano del Gobierno de España fundado por la Ley de presupuestos de 1 de enero de 1946 que se encargó de gestionar los servicios públicos de televisión y radio.
La televisión emitió por primera vez desde las instalaciones situadas en el Paseo de La Habana, con una cobertura menor de 70 kilómetros. Su emisión regular comenzó el 29 de octubre de 1956, fecha que se ajustaba al aniversario de la fundación de la Falange Española de las JONS. Su constitución coincidió con la festividad de Cristo Rey.
Esta Dirección era un órgano que subordinado a la Administración Central del Estado, por lo que carecía de personalidad jurídica propia y estaba vinculado al derecho administrativo. Se convirtió en una entidad perteneciente al Ministerio de Información y Turismo dirigido en aquel momento por el ministro Gabriel Arias Salgado. 

## Comienzos
Las primeras emisiones televisivas, entre 1956-1958, fueron un suceso exclusivo en Madrid. Hasta febrero de 1959 no se realizaron las retransmisiones en Barcelona. Más tarde se extendió por el resto del país dependiendo de la cantidad de receptores. Debido a esto, la sede se mantuvo en la capital. 
La programación era de tres horas diarias, desde las 21:00-0:00, hasta que en 1957 aumentó a cuato horas diarias. El primer informativo tuvo lugar el 2 de noviembre de 1957 y contaba con noticias proporcionadas por las agencias estadounidense, CBS y   United Press International. Una de sus principales retransmisiones fue el traslado de los restos mortales de José Antonio Primo de Rivera desde  El Escorial hacia el Valle de los Caídos.
Este organismo tuvo una doble financiación, una por parte del estado y otra procedente de la publicidad, apareciendo los primeros anuncios en 1957, por lo que puede considerarse un modelo pionero en Europa. Otra característica que la diferenció del resto de televisiones públicas europeas fue la importación de series y telefilmes estadounidenses. El primer telefilm emitido fue Patrulla de Tráfico en 1957.